# Ianvarske, Pokrovske
Ianvarske (în ucraineană Январське) este un sat în comuna Velîkomîhailivka din raionul Pokrovske, regiunea Dnipropetrovsk, Ucraina.

## Demografie
Componența lingvistică a localității Ianvarske
     Ucraineană (92,62%)
     Rusă (7,05%)
Conform recensământului din 2001, majoritatea populației localității Ianvarske era vorbitoare de ucraineană (92,62%), existând în minoritate și vorbitori de rusă (7,05%).